# Mekong Club Championship
Het Mekong Club Championship is een in 2014 opgerichte clubcompetitie voor voetbalclubs uit een vijftal Zuidoost-Aziatische landen, georganiseerd door de ASEAN Football Federation (AFF). De AFF is een van de vijf regionale voetbalbonden die samen de overkoepelende voetbalbond AFC vormen. De vijf landskampioenen van Cambodja, Laos, Myanmar, Thailand en Vietnam worden afgevaardigd voor het toernooi. Het toernooi wordt gesponsord door Toyota. De editie van 2014 werd gewonnen door Becamex Bình Dương, de edities van 2015 en 2016 werden gewonnen door Buriram United en de editie van 2017 werd gewonnen door Muangthong United.

## Trofee

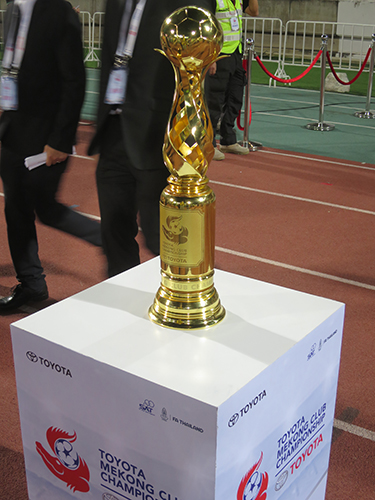
Afbeelding van de Mekong Cup

## Finales
| 2014 | Becamex Bình Dương | 4 – 1                                                              | Ayeyawady United  |
| 2015 | Buriram United     | 1 – 0                                                              | Boeung Ket Angkor |
| 2016 | Buriram United     | 0 – 1, 2 – 0 (winst 2 – 1 Buriram United over twee wedstrijden)    | Lanexang United   |
| 2017 | Muangthong United  | 3 – 1, 4 – 0 (winst 7 – 1 Muangthong United over twee wedstrijden) | Sanna Khánh Hòa   |